# Isla Cedros (ort)
Isla Cedros är en ort i Mexiko.   Den ligger i kommunen Tijuana och delstaten Baja California, i den nordvästra delen av landet, 2 300 km nordväst om huvudstaden Mexico City. Isla Cedros ligger 242 meter över havet och antalet invånare är 747.
Terrängen runt Isla Cedros är kuperad åt nordost, men åt sydväst är den platt. Runt Isla Cedros är det tätbefolkat, med 913 invånare per kvadratkilometer. Närmaste större samhälle är Tijuana, 8,6 km norr om Isla Cedros. Omgivningarna runt Isla Cedros är i huvudsak ett öppet busklandskap.